# ホクセイ
ホクセイ株式会社は三重県桑名市にあるグレーチングの製造販売会社。1973年（昭和48年）に、他社に先がけ日本で最初に（世界でも）ステンレス製グレーチングの製造・販売を開始。

## 沿革
- 1980年（昭和55年）2月 - 桑名市大字小貝須字柳原373に本社工場を建設。
- 1984年（昭和59年）6月 桑名市大字和泉六の割562-1に第三工場を建設。
- 1990年（平成2年）
  - 「グレーチングYNG-A」でグッドデザイン賞を受賞。
  - 10月 - 桑名市大字江場勢以口118-6に第5工場を建設。
- 1991年（平成3年）4月 - 桑名市大字江場金縄422-1に第6工場を建設。
- 1992年（平成4年）7月 - 桑名市大字江場時金縄392-1に第7工場を建設。
- 1993年（平成5年）8月 - 汎用型ステンレスドレインの製作開始。
- 1995年（平成7年）12月 - 業界初となるインターネットホームページを開設。
- 1996年（平成8年）2月 - 縦樋パイプ製造ライン新設。
- 1999年（平成11年）3月 - 桑名市大字江場字正金縄393に第8工場を建設。
- 2001年（平成13年）7月 - 第8工場の隣接地1,011m2を工場予定地として取得。
- 2002年（平成14年）2月 - 桑名市大字江場3丁目118-26へ本社を移設。同時に経理部門も本社事務所に移設。
- 2003年（平成15年）
  - 「グレーチングYMJN-A8」で2度目となるグッドデザイン賞を受賞。
  - 9月 - ISO 9001:2000を取得。
- 2004年（平成16年）3月 - 電解研磨（英語版）設備を新設。
- 2007年（平成19年）2月 - フラットバー、Tバー製造ライン開設。
- 2007年（平成19年）
  - 4月 - 高純度フェライト系ステンレス鋼NSSC180製グレーチング販売開始。
  - 7月 - 大阪市淀川区東三国に大阪営業所を移転。
- 2009年（平成21年）
  - 3月 - 大阪府東大阪市今米に大阪営業所を移転。
  - 10月 - 東京都足立区中川に東京営業所を移転。
- 2011年（平成23年）12月 - 宮城県仙台市宮城野区燕沢東に仙台営業所を移転。
- 2012年（平成24年）9月 - 福岡県福岡市東区筥松に福岡営業所を移転。
- 2013年（平成25年）9月 - 日本初となる殺菌銅グレーチングの製造販売を開始。
- 2014年（平成26年）4月 -「殺菌銅Cu+マーク」取得（殺菌銅認定許可）。
- 2015年（平成27年）1月 -「フロート式自動止水ユニット」等止水板製造販売開始。
- 2016年（平成28年）
  - 2月 - 福岡県朝倉郡筑前町高田に福岡営業所を移転。
  - 8月 - 着脱式止水板納入開始
- 2020年（令和2年）3月 - 「フロート式自動止水ユニット」を車両基地に納入。

## 事業所
- 本社 - 〒511-0836 三重県桑名市大字江場3丁目118-26
- 東京営業所 - 〒110-0005 東京都台東区上野5丁目14-10　ビバリーホームズ秋葉原1303号室
- 仙台営業所 - 〒983-0822 宮城県仙台市宮城野区燕沢東3丁目20-7　グランドミール燕沢102号室
- 大阪営業所 - 〒578-0903 大阪府東大阪市今米1丁目13-7　サンキプラザ今米301号室
- 福岡営業所 - 〒838-0814 福岡県朝倉郡筑前町高田924